# Maktum bin Buti
Scheich Maktum bin Buti (arabisch مكتوم بن بطي, DMG Maktūm ibn Buṭī; † 1852) war Gründer und erster Herrscher des Scheichtums Dubai.
Er verließ Abu Dhabi mit rund 800 Stammesmitgliedern der Al Bu Falasah, einen Zweigstamm der Bani Yas, um sich in Dubai niederzulassen. Dubai war zu dieser Zeit, wie die meisten Siedlungen, eine Kleinstadt. Er gründete am 9. Juni 1833 das Scheichtum Dubai, welches bis dahin zu Abu Dhabi gehörte. Zu Beginn seiner Amtszeit war er sehr jung. Aus historischen Aufzeichnungen ist jedoch ersichtlich, dass er mutig und geschickt war, alle politischen und wirtschaftlichen Hürden während der Gründung des neuen Scheichtums selbstbewusst zu meistern. Unter seiner Herrschaft wurde mit den Briten 1835 bzw. 1853 der „Vertrag über den ewigen Frieden zur See“ sowie das Verbot des Sklavenhandels abgeschlossen. So erhielt die Küste ihren Namen Trucial Coast (Waffenstillstandsküste) und wurde zum Protektoratsgebiet von Großbritannien. Er drängte das vorherrschende Piratentum zurück und sorgte so für einen blühenden Seehandel. Der Perlenhandel wurde unter seiner Herrschaft zur Haupteinnahmequelle Dubais.
Er zählte bis zu seinem Tod im Jahr 1852 zu den angesehensten und einflussreichsten Personen der Waffenstillstandsküste am Persischen Golf. Sein Nachfolger als Herrscher von Dubai wurde sein Bruder Scheich Said bin Buti.
Maktoum unterzeichnete 1847 auch die Vereinbarung zum Verbot der Ausfuhr von Sklaven aus Afrika an Bord von Schiffen, die Bahrain und den Bruderstaaten gehören, und zur Gewährung des Rechts auf Durchsuchung von April bis Mai 1847.
Er starb 1852 auf der Fahrt von Muscat nach Qishm auf See an den Pocken.